# Bahrain (Pakistan)
Bahrain ou Behrain (en ourdou : بحرین) est une ville pakistanaise située dans la province de Khyber Pakhtunkhwa. Située dans le nord du district de Swat, la ville se trouve à environ 150 kilomètres au nord de Mingora, et à proximité de la frontière avec le Gilgit-Baltistan et des hautes montagnes.
Elle est située sur la route nationale no 95.
La ville est pour la première fois considérée comme une entité urbaine lors du recensement de 2017, lors duquel la population est estimée à 61 787 habitants, ce qui en fait la quatrième plus grande ville du district. Selon le recensement de 2023, la population de la ville monte à 76 728 habitants.
La ville est majoritairement peuplée de Pachtounes, puisque plus de 66 % des habitants en parlent la langue, le pachto, tandis que 16 % parlent le kohistani.
Essentiellement musulmane, la ville inclut une toute petite minorité chrétienne, comptant presque 200 fidèles.
Le taux d'alphabétisation de la ville s'élève à 53 % en 2023 (contre une moyenne nationale de 61 % et provinciale de 51 %), dont 68 % pour les hommes et 38 % pour les femmes.